# Élections générales ontariennes de 1999
L'élection générale ontarienne de 1999 se déroule le 3 juin 1999 afin d'élire les députés de la 37e législature de l'Assemblée législative de l'Ontario (Canada). Le Parti progressiste-conservateur au pouvoir, dirigé par le premier ministre Mike Harris, est réélu pour former un second gouvernement majoritaire.

## Contexte
Il s'agit de la première élection après la réduction du nombre de sièges à l'Assemblée législative. Auparavant, les limites des circonscriptions électorales de la province étaient différentes de celles utilisées pour les élections fédérales. Pour l'élection de 1999, pour la première fois, les limites des circonscriptions provinciales sont redessinées pour se conformer aux circonscriptions fédérales, réduisant de 27 le nombre de sièges, et donc de députés, à l'Assemblée législative (le total passe de 130 à 103).
Selon un sondage effectué juste avant le déclenchement de l'élection, le Parti libéral entre dans la campagne avec une avance sur les progressistes-conservateurs dans les intentions de vote. La fiabilité de ce sondage est toutefois mis en doute par plusieurs, et même le chef libéral Dalton McGuinty exprime son manque de confiance : notant que la plupart des maisons de sondages affirment être fiables 19 fois sur 20, il suggère que celui-ci est la 20e fois. Les sondages subséquents effectués dans la première période de la campagne donnent une avance considérable sur les libéraux, ce qui s'accorde davantage avec les autres sondages d'avant la campagne.
Le gouvernement de Harris avait réduit les impôts ainsi que le déficit budgétaire de manière importante ; toutefois, il avait également grandement coupé dans les dépenses pour y arriver. Ils attaquent l'inexpérience de Dalton McGuinty et l'accuse de ne pas avoir de plan cohérent. Cette stratégie réussit, McGuinty ayant la réputation d'être mal à l'aise devant les médias. Durant les débats des chefs, McGuinty livre une mauvaise performance : il est incapable d'expliquer clairement la plateforme de son parti.
Les tories font un grand usage de publicités négatives et de sujets politiques divisifs ; il s'agit d'une nouveauté relative en politique canadienne, poussent certains analystes à s'inquiéter de l'américanisation du processus électoral.
Le troisième parti important, le Nouveau Parti démocratique de l'Ontario, dirigé par Howard Hampton, doit passer la majorité de la campagne à tenter de faire oublier le gouvernement désastreux de Bob Rae du début des années 1990. Malgré les efforts de Hampton pour se rallier le milieu syndical, celui-ci préfère voter stratégiquement en faveur des libéraux pour vaincre les tories.
La province jouit d'une forte croissance économique à l'époque, justifiant les mesures de réductions du déficit apportées par les conservateurs aux yeux des électeurs ; le Parti libéral parvient à faire une légère remontée tard dans la campagne, mais ce n'est pas suffisant et les conservateurs sont reconduits au pouvoir avec un deuxième gouvernement majoritaire consécutif.

## Sondages
Le Parti progressiste-conservateur maintient une nette avance sur le Parti libéral tout au long de 1995 et 1996, avant de perdre 10 points au premier trimestre 1997. Le Parti libéral, tombé à 25 % d'appui à la mi-1995, remonte nettement dans les sondages en 1996 mais plafonne autour de 45 % d'appuis à partir de l'automne 1997. Il est progressivement rattrapé par le Parti progressiste-conservateur au milieu de l'année 1998. 
Lors de la campagne les Progressistes-conservateurs conservent une avance de quelques points sur les Libéraux. 
Le NPD ne parvient pas à retrouver ses appuis des élections de 1995 (20,6 %) sur la législature, avec environ 15 % d'appuis sur la période, et encore moins lors des élections de 1999 (12,6 %).
|                                              |
| - Progressiste-conservateurs - Libéral - NPD |

| Dernier jour du sondage                                           | P.-C. | Lib  | NPD  | Autres | Sondeur    | Échantillon | ME    | Source |
| ----------------------------------------------------------------- | ----- | ---- | ---- | ------ | ---------- | ----------- | ----- | ------ |
| Dernier jour du sondage                                           |       |      |      |        | Sondeur    | Échantillon | ME    | Source |
| Résultats du vote                                                 | 45,1  | 39,9 | 12,6 | 2,4    |            |             |       |        |
| 29 mai 1999                                                       | 46    | 38   | 14   | 2      | Ekos       | 1 004       | ± 3,1 | PDF    |
| 27 mai 1999                                                       | 42    | 41   | 16   | 1      | Environics | 1 010       | ± 3,0 | HTML   |
| 27 mai 1999                                                       | 45    | 37   | 18   | 1      | Angus Reid | 1 000       | ± 3,1 | [ 1 ]  |
| 16 mai 1999                                                       | 46    | 44   | 10   | 1      | Environics | 1 003       | ± 3,0 | HTML   |
| 14 mai 1999                                                       | 45    | 41   | 12   | 2      | Angus Reid | 1 000       | ± 3,1 | [ 2 ]  |
| Déclenchement officiel des élections générales (5 mai 1999)       |       |      |      |        |            |             |       |        |
| 3 mai 1999                                                        | 39    | 44   | 15   | 2      | Angus Reid | 526         | ± 4,3 | [ 3 ]  |
| 28 avril 1999                                                     | 39    | 45   | 14   | 2      | Environics | 1 006       | ± 3,0 | HTML   |
| 18 avril 1999                                                     | 35    | 47   | 14   | 5      | Environics | 1 000       | ± 3,1 | HTML   |
| 9 février 1999                                                    | 43    | 38   | 14   | 5      | Angus Reid | 1 000       | ± 3,0 | HTML   |
| 3 janvier 1999                                                    | 43    | 41   | 14   | 2      | Environics | 1 004       | ± 3,0 | HTML   |
| 7 décembre 1998                                                   | 41    | 41   | 13   | 5      | Angus Reid | 1 000       | ± 3,1 | HTML   |
| 8 octobre 1998                                                    | 42    | 40   | 12   | 6      | Angus Reid | 1 000       | ± 3,2 | ,      |
| 1er octobre 1998                                                  | 36    | 45   | 16   | 3      | Environics | 1 006       | ± 3,0 | HTML   |
| 13 août 1998                                                      | 41    | 41   | 13   | 5      | Angus Reid | 1 000       | ± 3,2 | [ 6 ]  |
| 11 juin 1998                                                      | 41    | 41   | 12   | 6      | Angus Reid | 1 000       | ± 3,2 | [ 7 ]  |
| 12 avril 1998                                                     | 38    | 43   | 13   | 7      | Angus Reid | 1 000       | ± 3,2 | ,      |
| 10 février 1998                                                   | 33    | 46   | 14   | 7      | Angus Reid | 1 001       | ± 3,1 | [ 10 ] |
| 7 décembre 1997                                                   | 38    | 43   | 14   | 5      | Angus Reid | 1 000       | ± 3,1 | ,      |
| 14 août 1997                                                      | 35    | 42   | 16   | 6      | Angus Reid | 1 000       | ± 3,1 | [ 13 ] |
| 28 avril 1997                                                     | 35    | 39   | 17   | 9      | Angus Reid | NC          | NC    | [ 14 ] |
| 8 avril 1997                                                      | 38    | 43   | 16   | 4      | Environics | 1 025       | ± 3,0 | HTML   |
| 27 janvier 1997                                                   | 47    | 34   | 14   | 5      | Angus Reid | 523         | ± 4,3 | [ 15 ] |
| 15 décembre 1996                                                  | 44    | 38   | 13   | 5      | Angus Reid | 1 003       | ± 3,1 | [ 16 ] |
| Dalton McGuinty devient chef du Parti libéral (1er décembre 1996) |       |      |      |        |            |             |       |        |
| 29 septembre 1996                                                 | 44    | 37   | 17   | 2      | Angus Reid | 526         | ± 4,5 | [ 17 ] |
| Howard Hampton devient chef du NPD (22 juin 1996)                 |       |      |      |        |            |             |       |        |
| 2 juin 1996                                                       | 53    | 33   | 12   | 2      | Angus Reid | 526         | ± 4,5 | [ 18 ] |
| 19 avril 1996                                                     | 37    | 42   | 17   | 4      | Environics | 1 021       | ± 3,0 | [ 19 ] |
| avril 1996                                                        | 51    | 34   | 13   | 2      | Angus Reid | 525         | ± 4,5 | [ 19 ] |
| 26 janvier 1996                                                   | 44    | 36   | 16   | 4      | Angus Reid | 525         | ± 4,5 | [ 20 ] |
| Élections de 1995                                                 | 44,8  | 31,1 | 20,6 | 3,5    |            |             |       |        |

## Résultats
Les progressistes-conservateurs sont reportés au pouvoir avec un gouvernement majoritaire, quoique leur majorité soit réduite par rapport à celle obtenue en 1995. Leur résultat est jugé décevant par rapport à la victoire éclatante annoncé par les sondages mais c'est tout de même la première fois depuis 1967 qu'un gouvernement majoritaire de l'Ontario est reporté au pouvoir deux fois de suite avec une majorité.
Les libéraux enregistrent des gains en termes de sièges (+11 par rapport à 1995 malgré la refonte de la carte électorale qui a supprimé 27 sièges) et un bon score au niveau du vote populaire (39,9 %). Certains observateurs parlent de « victoire morale » pour les libéraux qui forment l'Opposition officielle.
Pour les néo-démocrates en revanche l'élection marque un échec marqué avec le pire score en 30 ans. Même Oshawa, ancienne circonscription d'Ed Broadbent au fédéral est perdue au profit des progressistes-conservateurs.
| Parti progressiste-conservateur | Parti libéral | NPD      |
| 59 sièges                       | 35 sièges     | 9 sièges |
| ^                               |               |          |
| majorité                        |               |          |

### Résultats par parti politique
| Parti | Parti                     | Chef            | Candidats | Sièges | Sièges | Sièges | Sièges | Voix      | Voix   | Voix |
| Parti | Parti                     | Chef            | Candidats | 1995   | diss.  | Élus   | +/-    | Nb        | %      | +/-  |
| ----- | ------------------------- | --------------- | --------- | ------ | ------ | ------ | ------ | --------- | ------ | ---- |
|       | Progressiste-conservateur | Mike Harris     | 103       | 82     | NC     | 59     | -23    | 1 978 059 | 45,1 % | +0,3 |
|       | Libéral                   | Dalton McGuinty | 103       | 30     | NC     | 35     | +5     | 1 751 472 | 39,9 % | +8,8 |
|       | NPD                       | Howard Hampton  | 103       | 17     | NC     | 9      | -8     | 551 009   | 12,6 % | -8,0 |
|       | Vert                      | Frank de Jong   | 57        | -      | NC     | -      | -      | 30 749    | 0,7 %  | +0,3 |
|       | Coalition des familles    | Giuseppe Gori   | 37        | -      | NC     | -      | -      | 24 216    | 0,6 %  | -0,9 |
|       | Loi naturelle             | Ron Parker      | 73        | -      | NC     | -      | -      | 19 491    | 0,4 %  | -    |
|       | Freedom                   | Lloyd Walker    | 14        | -      | NC     | -      | -      | 4 806     | 0,1 %  | -    |
|       | Libertarien               | Sam Apelbaum    | 7         | -      | NC     | -      | -      | 2 337     | 0,1 %  | -0,1 |
|       | Communiste                | Hassan Husseini | 4         | -      | NC     | -      | -      | 814       | 0 %    | -    |
|       | Confederation of Regions  | Aucun           | 2         | -      | NC     | -      | -      | 282       | 0 %    | -    |
|       | Réformiste                | Aucun           | 1         | -      | NC     | -      | -      | 174       | 0 %    | -    |
|       | Indépendants              | Indépendants    | 62        | 1      | NC     | -      | -1     | 26 798    | 0,6 %  | -0,2 |
| Total | Total                     | Total           | 567       | 130    | 130    | 103    |        | 4 390 207 | 100    |      |

Notes :
- Au moins 27 candidats affiliés au Parti communiste du Canada (marxiste-léniniste) ont participé à cette élection à titre de candidats indépendants. Ces candidats ont remporté un total de 7 194 voix.
- Trois candidats indépendants étaient membres du Parti humaniste de l'Ontario.
- La Reform Association of Ontario a présenté un candidat.

Il est possible que certains candidats enregistrés en tant qu'indépendants étaient membres de ces partis ou d'autres partis non-enregistrés.